# Донамор (Корк)
Донамор (Дономор; англ. Donoughmore; ирл. Domhnach Mór) — деревня в Ирландии, находится в графстве Корк (провинция Манстер).
У деревни есть ряд мегалитических структур, некоторые из которых украшены огамом.